# Călătorie interplanetară
Zborul spațial interplanetar sau călătoria interplanetară este călătoria între planetele aceluiași sistem planetar. În practică, pentru civilizația terestră, călătoria de acest tip se limitează la planetele aflate în Sistemul Solar. 
Sonde spațiale au fost puse pe orbita a cinci plante cunoscute încă din antichitate: întâi pe orbita lui Marte (Mariner 9 în 1971), apoi Venus (Venera 9, 1975; dar care a aterizat pe Venus), Jupiter (Galileo în 1995), Saturn (Cassini-Huygens în 2004) și Mercur (MESSENGER, martie 2011) și au trimis pe Pământ informații despre aceste planete și despre sateliții lor naturali.